# Jake Jarman
Jake Jarman (Peterborough, 3 dicembre 2001) è un ginnasta britannico di origini filippine.

## Biografia
Sua madre è filippina e suo padre britannico. Ha vissuto a Cebu nelle Filippine per due anni, dai tre ai cinque anni.
Agli europei di Monaco di Baviera 2022 ha vinto l'oro nel volteggio, precedendo l'armeno Artur Davtjan e l'ucraino Ihor Radivilov, e il bronzo nel corpo libero, superato dall'israeliano Artem Dolgopyat e dall'ungherese Krisztofer Mészáros. Ha inoltre ottenuto la medaglia d'oro nel concorso a squadre, con Joe Fraser, James Hall, Giarnni Regini-Moran e Courtney Tulloch.
Ai mondiali di Liverpool 2022 si è aggiudica il bronzo a squadre, assieme alla stessa formazione vincitrice dell'europeo.
Agli europei individuali di Adalia 2023 ha guadagnato l'argento nel concorso individuale, piazzandosi alle spalle del turco Adem Asil, e nel volteggio, dietro ad Artur Davjtan, nonché il bronzo a squadre, con Joshua Nathan, Adam Tobin, Courtney Tulloch e Luke Whitehouse.
Ai Giochi olimpici di Parigi ha guadagnato il bronzo nel corpo libero, piazzandosi dietro all'israeliano Artem Dolgopyat e al filippino Carlos Yulo.

## Palmarès
- Giochi Olimpici

Parigi 2024: bronzo nel corpo libero.
- Mondiali

Liverpool 2022: bronzo a squadre;
Anversa 2023: oro nel volteggio.
- Europei

Monaco di Baviera 2022: oro a squadre e nel volteggio, bronzo nel corpo libero;
Adalia 2023: bronzo nel volteggio;
Rimini 2024: oro nel volteggio, argento a squadre;
Lipzia 2025: oro a squadre, argento nel volteggio e nella squadra mista.
- Giochi del Commonwealth

Birmingham 2022: oro nella gara a squadre, oro nel volteggio, oro nell'all-around individuale, oro nel corpo libero.